# Lucas dos Santos Rocha da Silva
Lucas dos Santos Rocha da Silva, conosciuto anche come Lucas Rocha o semplicemente Lucas (San Paolo, 14 luglio 1991), è un calciatore brasiliano, difensore del Comercial-SP.

## Caratteristiche tecniche
Gioca come difensore centrale.

## Carriera
Cresciuto nelle giovanili della Portuguesa, viene acquistato il 17 luglio 2010 dal Bayer Leverkusen. Nel gennaio 2011 viene mandato in prestito al Kaiserslautern fino al termine della stagione successiva, senza giocare alcun match.
Svincolato, si trasferisce in Ungheria al Vasas, giocando 21 partite condite da 1 gol nella Nemzeti Bajnokság II, seconda serie nazionale.
L'anno successivo si trasferisce al Kaposvári approdando nella massima serie, ma si svincola a gennaio a seguito dello scarso impiego.
Il 27 giugno 2014 si trasferisce in Portogallo, tra le file del neopromosso Boavista.